# Idiocera curticurva
Idiocera curticurva là một loài ruồi trong họ Limoniidae. Chúng phân bố ở miền Cổ bắc.